# 1963年香港
|        | 香港歷史 \| 香港歷史年表                                                                                                   |
| 世紀： | 19世紀香港 \| 20世紀香港 \| 21世紀香港                                                                                     |
| 年代： | 1930年代香港 \| 1940年代香港 \| 1950年代香港 \| 1960年代香港 \| 1970年代香港 \| 1980年代香港 \| 1990年代香港               |
| 年份： | 1959年香港 \| 1960年香港 \| 1961年香港 \| 1962年香港 \| 1963年香港 \| 1964年香港 \| 1965年香港 \| 1966年香港 \| 1967年香港 |
| 紀年： | 癸卯年（兔年）、香港開埠122周年、香港重光18周年                                                                            |

## 政府

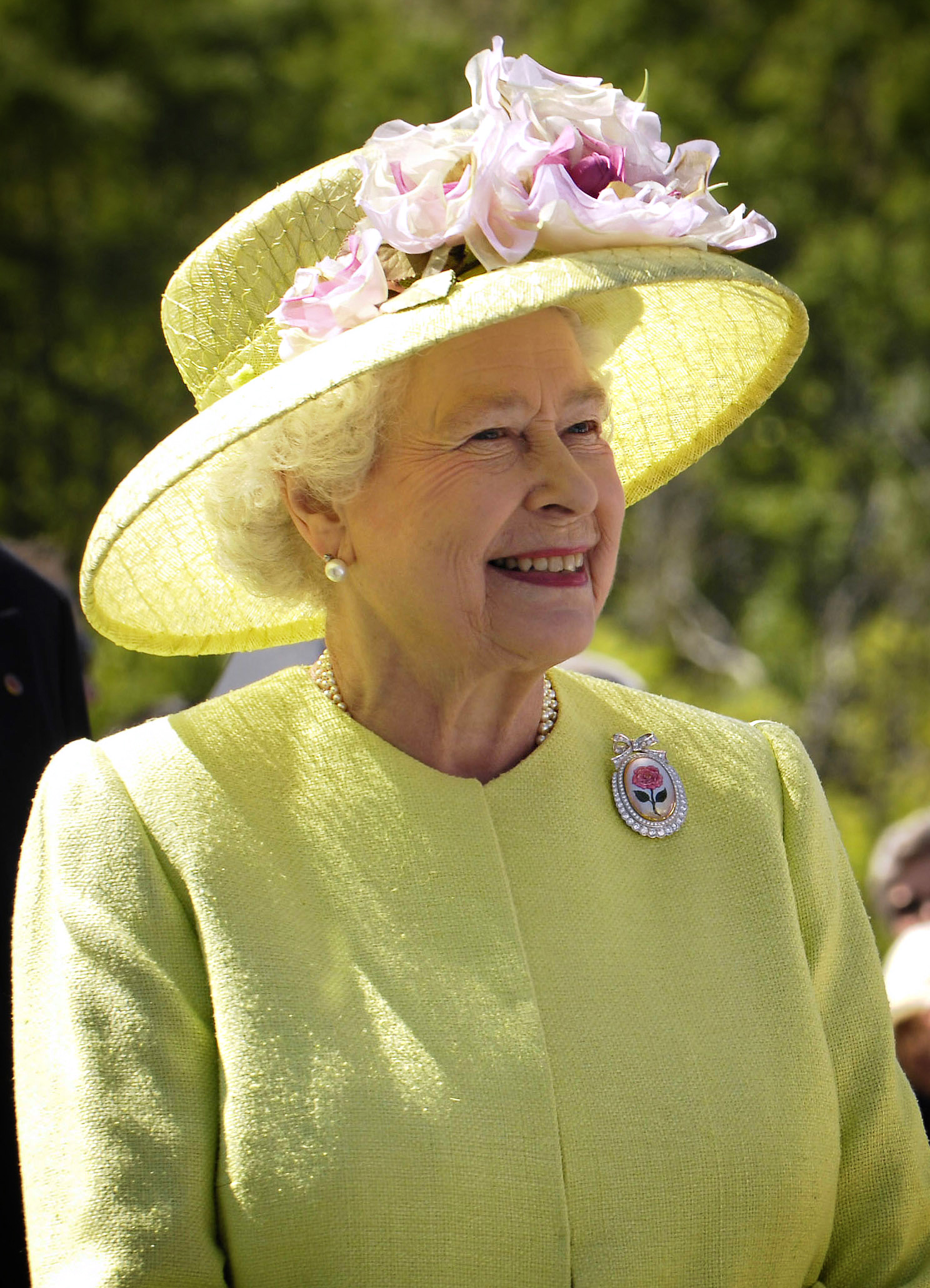
英国君主：伊丽莎白二世

## 大事記
- 1月2日：中環鬧市警匪槍戰，1死1傷。[1]
- 1月11日：長沙灣四村木屋區大火，1死4傷，災民5,341人。[2][3]
- 1月31日：石塘咀山道發生大火，造成7死14傷。[4]
- 2月3日：金漢大廈大火，損失百餘萬，無傷亡。[5]
- 3月1日：尖沙嘴美麗都大廈7樓f4號，唱片公司主持人王美秀被殺。
- 3月11日：黃埔船塢及太古船塢工人罷工要求加薪。
- 4月23日：石鼓洲康復院開幕。
- 5月3日：深水埗蘇屋村茶花樓山邊發生兇殺案。[6]
- 5月26日：300個僧人及3,000名信徒在跑馬地馬場舉行求雨儀式[7]。
- 5月31日：醫院道建築地盤塌山泥，1死3傷。[8]
- 6月1日：香港政府宣佈執行每4日供水一次之命令。[9]
- 6月1日：政府新聞處遷往拱北行最高層辦公室。
- 6月29日：筲箕灣東大街地盤發生爆炸，10人受傷。[10]
- 7月10日：何文田 天光道4號      退休公務員住宅內1對男女服毒藥身亡。[11]
- 7月25日：英軍巡邏練習機墜毀大帽山，3人死亡。[12][13]
- 8月21日，佐敦道鴻運大廈10樓發生情殺案。[14]
- 8月24日，寄碇於九龍倉的克利夫蘭總統輪甲板上，一名日藉銀行家被菲藉醫生槍擊至傷。[15]
- 9月5日，受超強颱風菲爾外圍下沉氣流影響，天文台錄得最高氣溫35.2度，是歷來9月份最高溫紀錄 。
- 9月6日－9月7日，超強颱風菲爾掠過香港，天文台懸掛七號風球[16]，3死51傷[17]。
- 10月10日：香港中文大學成立。
- 10月13日：謝斐道大火，焚燬十層高新樓，無傷亡。[18]
- 10月21日：
  - 清水灣道貨車相撞，3死4傷。[19]
  - 牛頭角工業區大火，燒毀3間廠房。
- 10月26日：荃灣三疊潭發生倫常三屍案。[20]
- 11月8日：中環威靈頓街一輛貨車輾斃一名三歲女童。[21]
- 11月24日：西環海傍發生貨車爆炸，引致7死61傷。[22][23]
- 12月7日：一艘貨輪在昂船洲海面發生大火。
- 12月21日：荃灣河背村大火，4童喪生。[24]
- 12月24日：觀塘新區發生3死1傷桃色血案。[25]

## 出生人物
- 2月4日 張兆輝
- 2月27日 劉以達
- 3月11日 涂謹申
- 3月17日 方中信
- 4月27日 藍潔瑛
- 6月10日 章小蕙
- 7月20日 張耀揚
- 7月27日 甄子丹
- 8月19日 葉世榮
- 8月31日 李美鳳
- 8月26日 陶大宇
- 9月17日 龔慈恩
- 10月10日 梅艷芳
- 10月16日 孫興
- 10月20日 李志清
- 11月30日 吳家麗
- 12月24日 林祖輝

- 馬家輝
- 王良和 (學者)

## 逝世人物
- 1月19日 布林利，著名香港冠軍騎師[26]
- 11月23日 簡東浦，東亞銀行創辦人兼董事長[27]